# Семья Тагоров
Семья Тагоров (бенг. ঠাকুর পরিবার) — бенгальский род из Калькутты, сделавший значительный вклад в культуру Бенгальского Возрождения, чья история насчитывает более трёх сотен лет. Члены семьи занимались экономическим развитием региона, научной и литературной деятельностью, музыкой и изобразительным искусством.

## Предыстория
Европейцы начали прибывать в Бенгалию в XVII веке. После битвы при Плесси в 1757 году последний независимый набоб Бенгалии Сирадж уд-Даула был низложен и полнота власти в регионе перешла к Ост-Индской компании. Бенгальское Возрождение XIX столетия было выдающимся периодом социальной трансформации, когда во всех сферах созидательной деятельности — культурной, литературной, социальной и экономической наблюдался значительный подъём. Бенгальский Ренессанс стал кульминацией процесса проявления культуры бенгальцев, корни которой уходят ко временам шаха Хуссейна (1493—1519). Последний трехвековой период истории региона совпал с появлением на общественной сцене семьи Тагоров, занявших особенную позицию в отношении индийской и европейской культур. В частности, Дварканатх Тагор вместе с Рамом Моханом Роем стали основателями религиозного движения Брахмо-самадж.

## Происхождение
Первоначальная фамилия рода была Кушари, а сам род происходил из Джессора (сегодня территория Бангладеш). Двое Кушари, Панчанан и Сукдеб, обосновались в одном из посёлков возле Калькутты, Говиндапуре. Там они стали стивидорами. Так как они происходили из браминов, соседи называли их тхакурмасаи, что означало святые господа. После установления власти Великобритании над регионом, слово Тхакур стало фамилией рода. В английском и русском языке фамилию принято произносить как Тагор. Представители рода Тагоров были браминами пирали — членами отколовшегося от ортодоксального индуизма течения.
Дарпанараян Тагор (1731—1791) стал первым из Тагоров, кто стал зарабатывать ростовщичеством, благодаря ранее накопленному капиталу. Когда он рассорился со своим братом Нилмани Тагором по семейным вопросам последнего, тот вместе со своими ближайшими родственниками переехал в Мечуабазар, позднее названный Джорасанко (сегодня один из районов Калькутты). Другие ветви рода осели в Патхуриагахте, Кайлахате, Чорбагане и других окрестностях молодой столицы, особенно после разрушения Говиндапура для постройки форта Уильям.

## Ветвь семьи из Патхуриагхата
Гопимохан Тагор (1760—1819) был широко известен благодаря своему богатству и в 1822 году подарил золото храму Кали в Калигхате в количестве, может быть, крупнейшем за всю историю храма. Он был одним из основателей Индийского колледжа (Hindu College) — учебного заведения, которое начало внедрять методы западного образования в регионе. Кроме бенгальского языка, он владел английским, французским, португальским, персидским, урду и санскритом.
Сын Гопимохана, Прасанна Кумар (1801—1868), был одним из лидеров Общества землевладельцев, а позднее и президентом Бринтанско-индийской ассоциации, в которую Общество входило. Это была одно из первых сообществ индийцев в стране. Прасанна Кумар начинал как государственный юрист, однако позже посвятил себя семейным делам. Будучи директором Индийского колледжа, он так же принимал активное участие в общественной жизни. Тагоровские лекции по юриспруденции в Калькуттском университете были организованы за счёт его пожертвований. Он был основателем первого индийского театра. Прасанна Кумар так же стал первым индийцем, участвовавшим в Вице-королевском законодательном совете.
Гнанендрамохан Тагор (1826—1890), сын Прасанна Кумара, принял христианство и женился на Камалмани, дочери протестантского проповедника Кришны Мохана Банерджи. Отец отрёкся от него и лишил наследства, после чего он эмигрировал в Англию, где стал первым индийцем, получившим образование барристера. Так же он преподавал индийское законодательство и бенгальский язык в Лондонском университете.
Джатиндрамохан Тагор, сын Харакумара Тагора (1798—1858) и внук Гопимохана, унаследовал богатство семьи из Патхуриагхата. В основном, он поддерживал развитие театра в Калькутте и с удовольствием принимал участие в его постановках как актёр. Датиндрамохан вдохновил Михаэля Мадхусуданы Датта на написание «Тилотамасамбхаб Кабья» и издал это произведение за свой счёт. Он учредил театр Банга Натьялая в Патхуриагхате и покровительствовал музыкантам. Благодаря его активной поддержке Кшетра Мохан Госвами ввёл концепцию оркестра в индийскую музыку. Датиндрамохан был президентом Британско-индийской ассоциации и стал первым индийцем-членом Королевского фотографического общества.
Раманатх (1801—1877) и Джатиндрамохан Тагоры были меценатами, покровительствовавшими европейскому искусству. Ими была собрана большая коллекция работ европейских живописцев. Шоутиндрамохан Тагор (1865—1898) был одним из первых индусов, учившихся в Королевской академии.
Шоуриндрамохан Тагор (1840—1914), сын Харакумара, хорошо известный как Раджа/Махараджа сэр Суриндра Мохан Тагор или просто С. М. Тагор (S. M. Tagore), был филантропом, музыкантом, экспертом в индийской и западной музыке, ставшим доктором искусств в Филадельфийском университете в 1875 году и в Оксфорде в 1896. Он основал музыкальную школу Бангла Сангит Видьяла в 1871 году и Бенгальскую академию музыки в 1881. Шах Ирана удостоил Шоуридрамохана титула «набоб шахзада», а британское правительство сделало его рыцарем-бакалавром Объединённого Королевства.

## Ветвь семьи из Джорасанко

### Материальное богатство
Дварканатх Тагор (1794—1846) был человеком, который отвёл особую роль своему роду в истории и культуре Бенгалии. Он был сыном Раммани Тагора, среднего из сыновей Нилмани, но был взят на воспитание старшим, Рамлочаном. Он не только унаследовал значительное богатство рода из Джорасанко, но и сумел создать собственный очень успешный бизнес во время работы шеристадаром, наиболее высокой должностью, доступной для индийцев. Он был известен своей любовью к роскоши и расточительностью. За своё поведение Дварканатх получил от своих знакомых европейцев прозвище «Принц». Он был другом Рама Мохана Роя и принял главенствующую роль в социальном развитии региона. Он был акционером «Макинтош и К°», директором Коммерционного банка, основателя Объединенного банка Индии, руководителем нескольких страховых компаний, основателем «Карр и Тагор К°» и занимался разработкой залеж полезных ископаемых, торговлей шёлком и сахаром. Дварканатх Тагор был известен как промышленник и один из наиболее богатых людей своего времени.
Дварканатх Тагор стал вторым из индусов после Рама Мохана Роя, кто побывал в Англии, отплыв туда в 1842 году с двумя сопровождающими, несмотря на запреты пандитов. Материальное достояние, созданное Дебендранатхом Тагором, позволило стать ему одним из духовных пуристов вместе с Рамом Моханом Роем и в значительной степени предупредило отличное воспитание и образование, полученное его внуком Рабиндранатом Тагором.

### Участие в духовной жизни
Наследниками Дварканатха стали его два сына Дебендранатх Тагор (1807—1905) и Гириндранатх Тагор. Дебендранатх был основателем религии Брахмо и учредил журнал Татвабодхини Патрика. Он взял на себя управление обществом Брахмо-самадж в 1843 году и не только воскресил его, но и значительно расширил. Это стало новым глотком воздуха для Бенгальского Возрождения. Именно он оформил его как религию с определённой философией и при нём Брахмо-самадж стало гораздо более влиятельным общественным движением, чем могло бы позволить ограниченное членство в нём.

### Культурное влияние
Широкую известность получили некоторые из детей Дебендранатха Тагора. Диджендранат Тагор (1840—1926) был известным учёным, поэтом и композитором. Основоположник бенгальской скорописи, активно участвовал в издательской деятельности, писал статьи на тему литературы, философии и религии в различных журналах и газетах. Был редактором «Бхарати» и «Татвабодхини Патрика». Один из учредителей индийской культурной организации Хинду Мела.
Сатьендранат Тагор (1842—1923) стал первым индусом, поступившим в Индийскую государственную службу в 1864 году. Ранее он и его брат Ганендранатх были среди первых студентов, сдавших экзамены в Калькуттский университет в 1857 году. Сатьендранатх был известен как плодовитый писатель, поэт и сочинитель песен, редактор «Татвабодхини Патрика» и активный участник Хинду Мела.
Третий сын Дебендранатха, Хемендранатх взял на себя ответственность за образование младших братьев и администрирование фамильных земель. Как и другие члены семьи, он был разносторонним человеком: сочинял «Брахмо сангит» (песен Брахмо), написал несколько статей на физическую тематику, занимался разработкой школьных учебников. Последнее не было завершено вследствие ранней смерти Хемендранатха, но тем не менее его наследием стала первая книга на научную тематику, написанная на бенгали.
Джотиндранатх Тагор (1849—1925) был учёным, артистом и композитором, знал бенгали, маратхи, санскрит, английский и фарси. В 1924 году он перевёл «Гиту Рагахсья» Тилака и некоторые другие книги на бенгали. Является автором песен, нескольких пьес, оставил более 2000 рисунков, часть из которых демонстрировалась на выставке 1914 года в Лондоне Ротенштейном.
Рабиндранат (Рабиндранатх) Тагор (1861—1941) был младшим сыном Дебендранатха. Он стал первым жителем Азии, получившим Нобелевскую премию. Его имя наиболее известно за пределами Индии. Сочинённые им стихи в настоящее время являются гимнами Индии и Бангладеш. С «лёгкой руки» Рабиндраната, Мохандас Ганди получил титул махатмы.
Среди дочерей Дебендранатха в качестве писателя, редактора, композитора и социального работника приобрела известность Сварнакумари Деви (1855—1932). Она была редактором журналов «Бхарати», «Болака» (Журавель, детский журнал). Её муж Джанакинатх Гхосал был одним из соучредителей Индийского национального конгресса.